# مرحلة العليا (اجبالة)
مرحلة العليا هو دُوَّار يقع بجماعة كيسان، إقليم تاونات، جهة فاس مكناس في المملكة المغربية. ينتمي الدوّار لمشيخة اجبالة التي تضم 16 دوار. يقدر عدد سكانه بـ 170 نسمة حسب الإحصاء الرسمي للسكان والسكنى لسنة 2004.

## روابط خارجية
- البوابة الوطنية للجماعات الترابية نسخة محفوظة 12 مارس 2018 على موقع واي باك مشين.
- المندوبية السامية للتخطيط